# József Tóth
József Tóth (2. února 1951 Mosonmagyaróvár – 11. srpna 2022) byl maďarský fotbalista, obránce.

## Fotbalová kariéra
V maďarské lize hrál za Pécsi MFC, Újpesti Dózsa SC a MTK Budapešť. V maďarské lize nastoupil ve 446 ligových utkáních a dal 6 gólů. S týmem Dózsa Újpest získal dvakrát mistrovský titul a dvakrát maďarský fotbalový pohár. V Poháru mistrů evropských zemí nastoupil v 8 utkáních, v Poháru vítězů pohárů nastoupil v 10 utkáních a v Poháru UEFA nastoupil ve 13 utkáních. Za maďarskou reprezentaci nastoupil v letech 1974–1983 v 56 utkáních a dal 1 gól. Byl členem maďarské reprezentace na Mistrovství světa ve fotbale 1978, nastoupil ve 3 utkáních, a na Mistrovství světa ve fotbale 1982, kde nastoupil ve 2 utkáních a dal gól Salvadoru.

## Ligová bilance
| Ročník                   | Zápasy | Góly | Klub             |
| ------------------------ | ------ | ---- | ---------------- |
| 1. maďarská liga 1970    | 15     | 2    | Pécsi MFC        |
| 1. maďarská liga 1970/71 | 12     | 0    | Pécsi MFC        |
| 1. maďarská liga 1971/72 | 14     | 0    | Pécsi MFC        |
| 1. maďarská liga 1972/73 | 25     | 1    | Pécsi MFC        |
| 1. maďarská liga 1973/74 | 30     | 0    | Pécsi MFC        |
| 1. maďarská liga 1974/75 | 26     | 0    | Pécsi MFC        |
| 1. maďarská liga 1975/76 | 28     | 0    | Újpesti Dózsa SC |
| 1. maďarská liga 1976/77 | 33     | 0    | Újpesti Dózsa SC |
| 1. maďarská liga 1977/78 | 32     | 0    | Újpesti Dózsa SC |
| 1. maďarská liga 1978/79 | 33     | 0    | Újpesti Dózsa SC |
| 1. maďarská liga 1979/80 | 33     | 1    | Újpesti Dózsa SC |
| 1. maďarská liga 1980/81 | 30     | 1    | Újpesti Dózsa SC |
| 1. maďarská liga 1981/82 | 28     | 0    | Újpesti Dózsa SC |
| 1. maďarská liga 1982/83 | 26     | 0    | Újpesti Dózsa SC |
| 1. maďarská liga 1983/84 | 25     | 1    | Újpesti Dózsa SC |
| 1. maďarská liga 1984/85 | 29     | 0    | MTK Budapešť     |
| 1. maďarská liga 1985/86 | 27     | 0    | MTK Budapešť     |
| 2. finská liga 1997      | 13     | 1    | Närpes Kraft     |
| CELKEM 1. maďarská liga  | 446    | 6    |                  |